# Prêmio George B. Dantzig
O Prêmio George B. Dantzig (em inglês:  George B. Dantzig Prize) é um prêmio em otimização concedido desde 1982 a cada três anos em parceria da Society for Industrial and Applied Mathematics (SIAM) com a Mathematical Optimization Society (MOS). Homenageia o matemático George Dantzig.

## Recipientes
- 1982 Michael James David Powell, Ralph Tyrrell Rockafellar
- 1985 Ellis Lane Johnson, Manfred Padberg
- 1988 Michael Jeremy Todd
- 1991 Martin Grötschel, Arkadi Nemirovski
- 1994 Roger Wets, Claude Lemaréchal
- 1997 Roger Fletcher, Stephen Michael Robinson
- 2000 Yurii Nesterov
- 2003 Jong-Shi Pang, Alexander Schrijver
- 2006 Éva Tardos
- 2009 Gérard Cornuéjols
- 2012 Jorge Nocedal,[1] Laurence Wolsey
- 2015 Dimitri Bertsekas
- 2018 Andrzej Ruszczynski, Alexander Shapiro
- 2021 Hedy Attouch, Michel Goemans[2]